# 图克图特诺加特国家公园
图克图特诺加特国家公园是位于加拿大西北地區的国家公园。在因纽维亚语的意思是，北美驯鹿幼仔，公园是蓝鼻北美驯鹿的繁育地。
公园还是野生动物的家园，如麝牛、灰熊、红点鲑、灰狼。图克图特诺革特是迁徙鸟类的的主要繁殖巢穴地。猛禽如隼、毛脚鹰、猎鹰、金雕的巢穴都是沿着河谷陡峭的岩壁而筑。
海豚联盟的北美驯鹿群种的聚集地通常为维多利亚岛，冬季在努勒维特的巴瑟斯特区，有时迁徙远至图克图特诺革特国家公园海岸沿岸的风蚀区，雪地被清扫后利于它们食草。
公园占地面积为18,000㎞²，距北极圈北部170㎞，位于大陆西北区域的东北角。
流经公园的河流主要有霍纳戴河、布洛克河和罗斯科河。
自1000年起，人类开始占领图克图特诺加特，研究确认公园有360个考古学遗址。最古来的考古学遗址主要为1200年至1500年的极北之地或青铜时期的因纽特人。
神父埃米尔·佩蒂多是1867年-68年到达此地的第一位欧洲人。1930年，哈德孙海湾公司在雷蒂海港建立起哨站，由于贸易不充分而于1937年关闭。1935年，罗马天主教传教于宝拉图克建址，1954年在那运营一座小型的交易站。来到宝拉图克和达恩利海湾区域的的因纽特人主要为从西部而来的麦肯齐河和阿拉斯加因纽特人。1955年，许多人遗弃了宝拉图克天主教，迁移至帕里角，在那里修建了远程预警，周期性建设和永久的带薪工作。
根据因努维阿勒伊特人最后协议和图克图特诺加特协议框架，因努维阿勒伊特受益人有权追求公园内的的生存收获。目前，这项协议主要适用于公园的西北地区，特别是北极区的渔业、北美驯鹿的狩猎和一些陷阱设置。根据联邦国家公园的立法，商业或狩猎是严令禁止的。

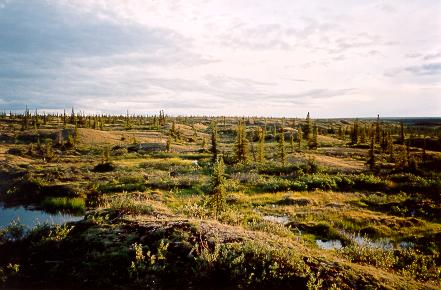
夜间的苔原阴影

目前，公园的活动包括在乌亚斯维克湖区建立露营设施根据地，支持生态的完整性和文化资源监管、游客机会、管理会议和协青社，发展文化资源战略，更新说明材料如霍纳戴河指南。
西北区域包括四种荒地北美驯鹿种群，巴瑟斯特角驯鹿、蓝鼻西驯鹿、蓝鼻东驯鹿和巴瑟斯特北美驯鹿。蓝鼻东驯鹿在2010年数量达将近122,000只，已被图克图特诺革特国家公园确认记录。</ref> which is being credited to the establishment of Tuktut Nogait National Park.2010年，通过T.戴维森，2011年的卡玛，三种其他族群从20世纪80年代至90年代的高峰值下降了84%-93%。